# Джесси, Франческо

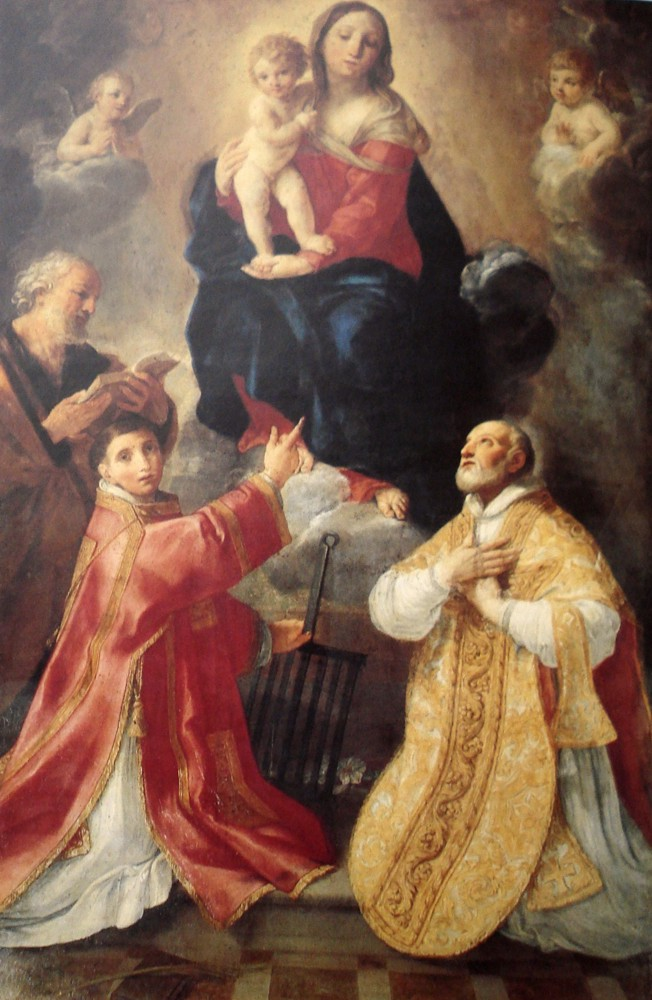
Франческо Джесси Мария с младенцем во славе, со святыми Иосифом, Лаврентием и Филиппом Нери (1640)

Джованни Франческо Джесси (итал. Giovan Francesco Gessi; 20 января 1588, Болонья — 15 сентября 1649, Болонья) — итальянский художник эпохи барокко, один из крупнейших мастеров болонской школы живописи первой половины XVII столетия.

## Жизнь и творчество
Родился в богатой и знатной семье. При поддержке отца учился рисованию у Дениса Калверта и Джованни Кремони. Около 1607 года перешёл учеником в мастерскую Гвидо Рени, одного из знаменитейших мастеров болонской школы. Вместе со своим учителем Рени Ф. Джесси работал в Риме, Мантуе и Равенне. Затем, в 1620 году, они повторно приехали для выполнения заказа в Рим. Во время последующей работы в Неаполе в 1621/1622 годах между Рени и Джесси произошла крупная ссора, приведшая к разрыву отношений на длительное время. В результате этого скандала заказ на роспись капеллы делла Тезаро ди Сан Дженнаро в Неаполитанском соборе был у Г. Рени отобран заказчиками, и оба художника были вынуждены вернуться в Болонью. Впрочем, уже в 1626 году Джесси работал по заказу, исходившему от Г. Рени.
В 1624 году Ф. Джесси вновь приехал в Неаполь с намерением закончить старый заказ, однако потерпел неудачу в этом своём начинании и, вернувшись в Болонью, открыл собственное художественное ателье в палаццо Фантуцци, где ранее находилась мастерская Г. Рени. Выполнял многочисленные заказы на алтарные картины для болонских соборов и церквей, украшал церковные здания фресками. Несмотря на многочисленные заказы и дважды полученное крупное наследство, Ф. Джесси не раз испытывал безденежье.
Является одним из крупнейших болонских художников начала XVII века. Изучив за годы ученичества различные художественные направления современной ему Италии (около 1600 года), в частности, из болонской и неаполитанской художественных школ, он сумел из их соединения и взаимного влияния создать собственный, оригинальный стиль. Писал полотна преимущественно на религиозную тематику, а также по мифологическим сюжетам.
Среди многочисленных учеников Ф. Джесси — Джованни Батиста Руджиери, его брат Эрколино Руджиери, Габриеле Феррантини, Андреа Сегецци.

## Галерея

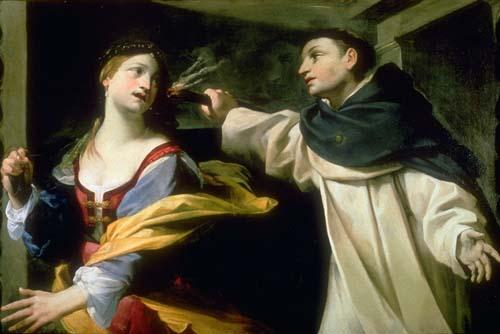
Искушение св. Франциска Ассизского (ок. 1635)
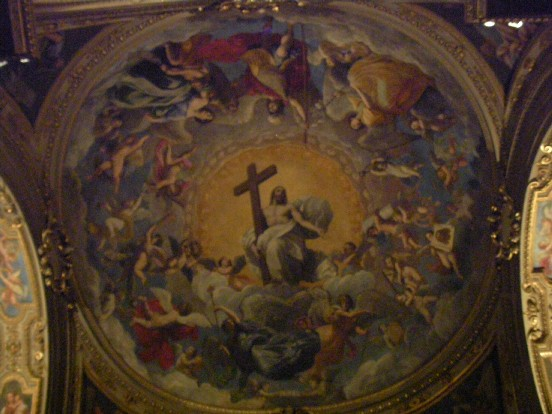
Христос во славе (1620)
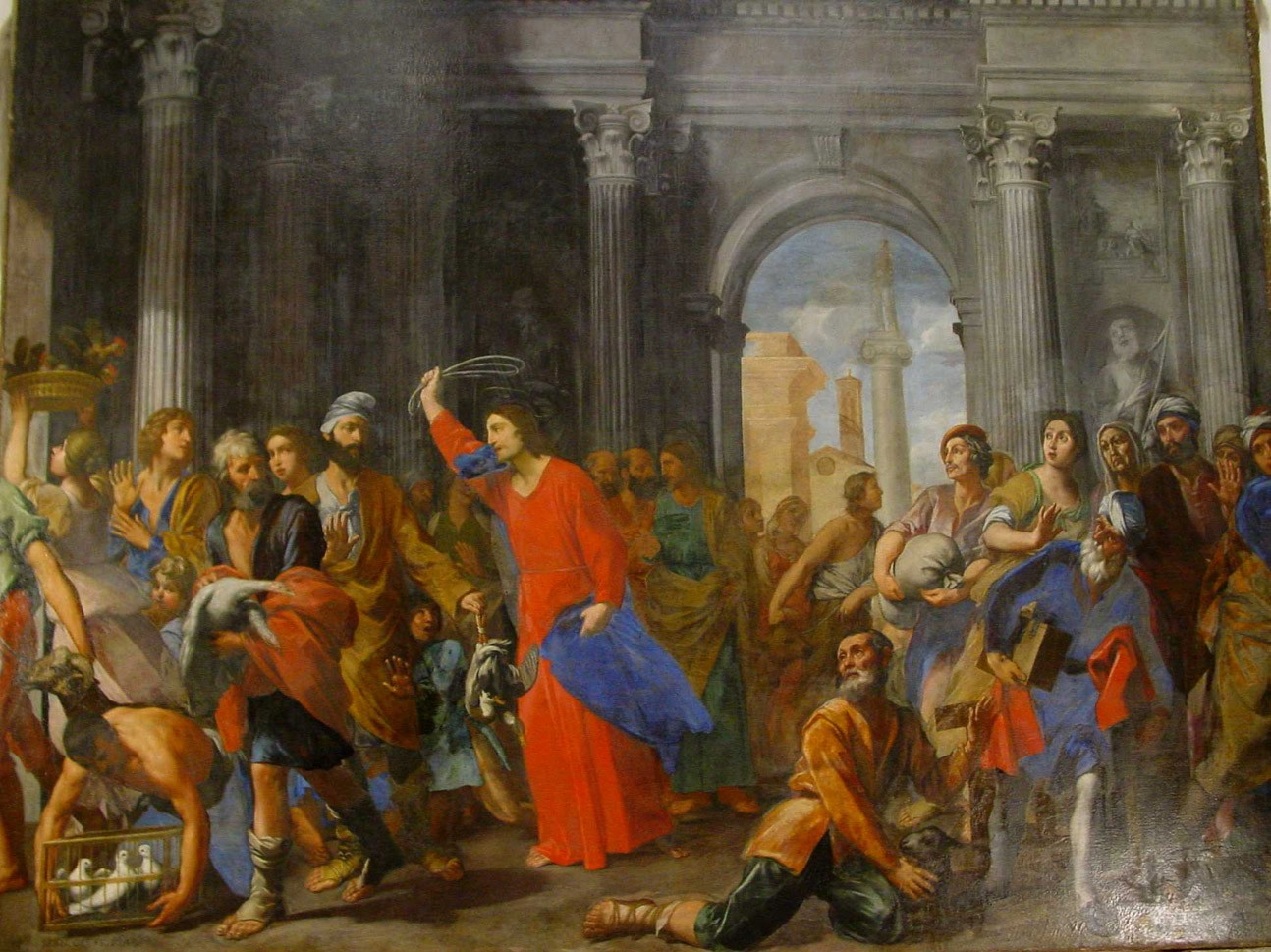
Изгнание торговцев из Иерусалимского храма (1645)
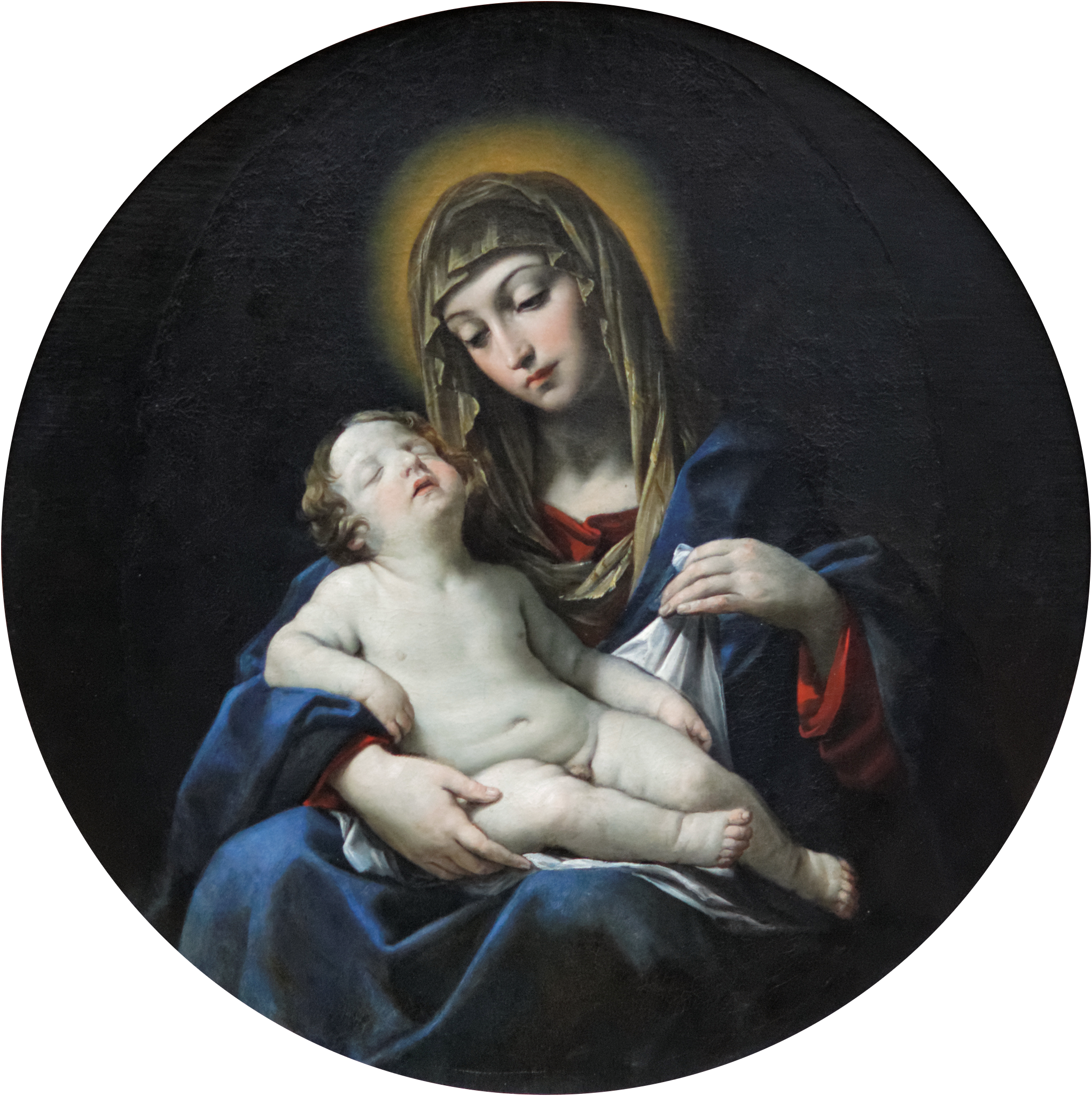
Мария с младенцем (1624). Париж, Лувр.
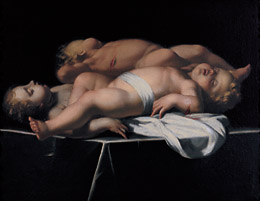
Три отдыхающих ребёнка(1620)
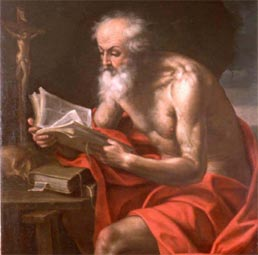
Святой Иероним
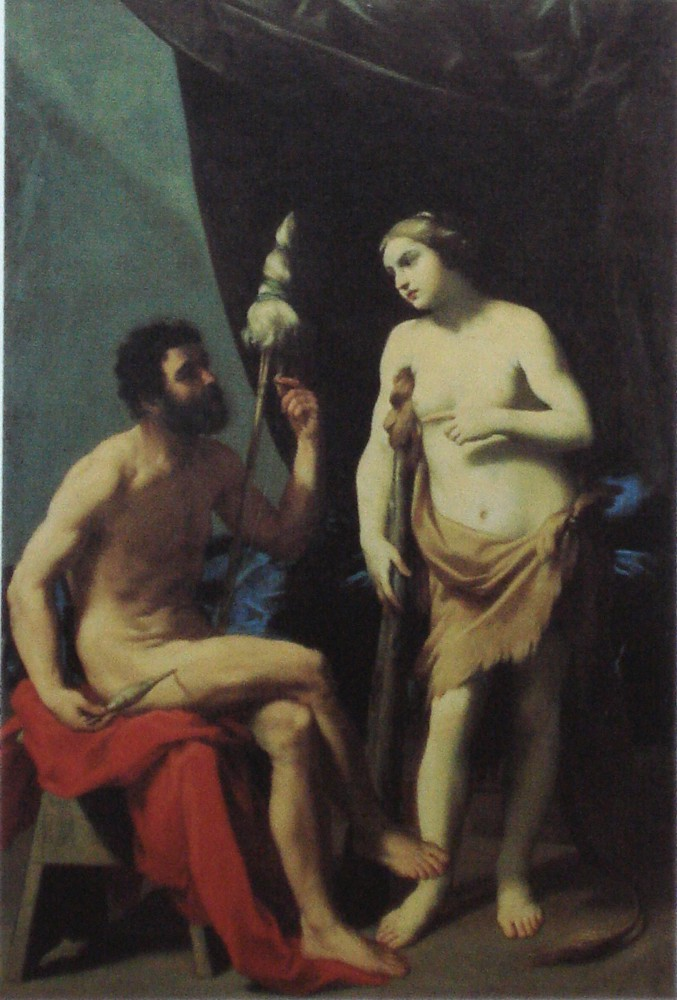
Геркулес и Омфала
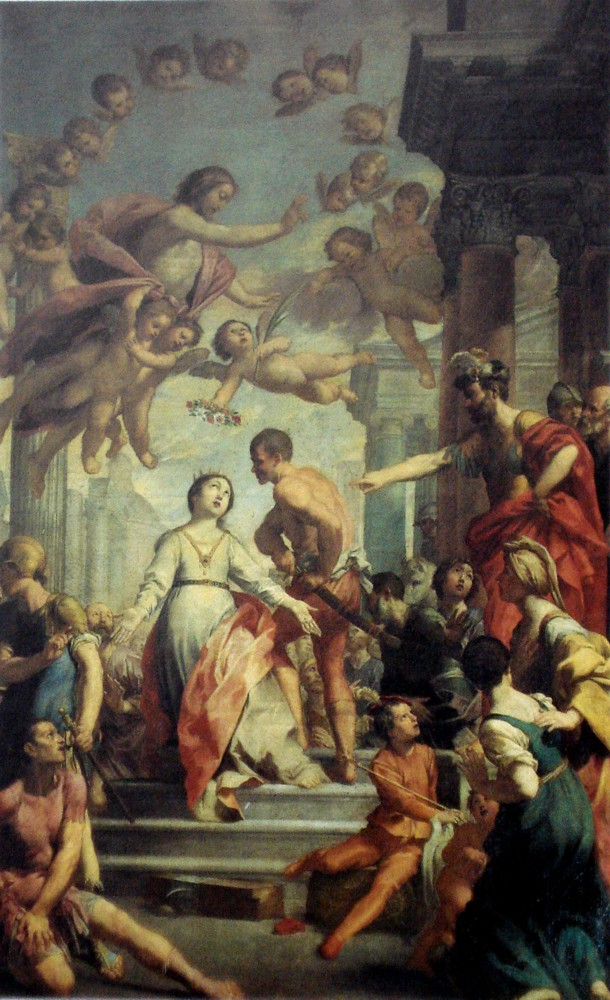
Мученичество св. Екатерины (1630-е годы)
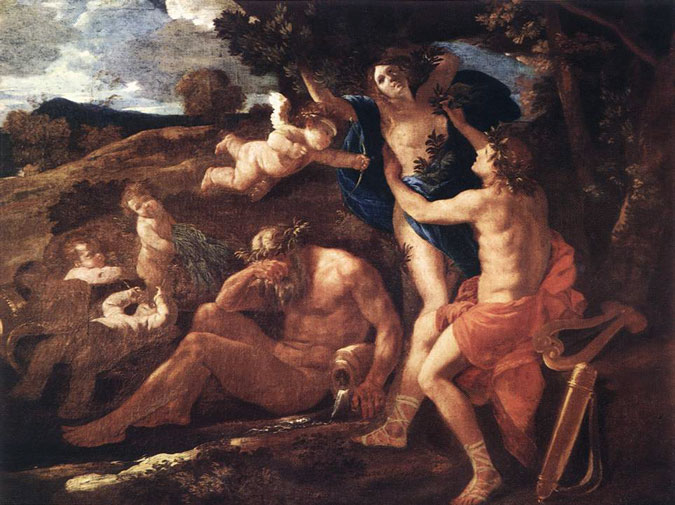
Аполлон и Дафна

1. ↑  askArt — 2000.